# Łutowo
Łutowo (biał. Лутово; ros. Лутово; hist. Pochowszczyzna) – wieś na Białorusi, w rejonie połockim obwodu witebskiego, nad jeziorem Łutowo, około 30 km na południowy zachód od Połocka.
Początkowo Łutowo jako majątek szlachecki należało do większych dóbr Orzechowno będących w posiadaniu rodziny Hrebnickich. W 1690 zostało wykupione przez Grzegorza Szostaka. Wzmiankowane jest w rejestrze popisowym województwa połockiego. W 1791 rotmistrz połocki Dominik Szostak sprzedał Łutowo rodzinie Jacynów za 700 talarów. Według Słownika geograficznego Królestwa Polskiego i innych krain słowiańskich we wsi mieszkało 31 osób, a zabudowania charakteryzowały murowane budynki i wzorowe gospodarstwa.